# 艾維斯體育會
艾維斯體育會是一間位於葡萄牙阿维什镇的足球會，成立於1930年11月12日。艾維斯的官方球迷會稱為「Força Avense」。
2020年9月23日，球隊宣佈解散。

## 历史
球队在大多数时间里都处于低级别联赛。球队在1985–86赛季、2000–01赛季、2005–06赛季、2016–17赛季升入葡萄牙足球超级联赛，但均在一个赛季后即遭降级。2017–18赛季，球队再次升入超级联赛。
2018年5月20日，球队以2–1击败士砵亭，赢得了他们的首个葡萄牙杯冠军。然而，由于未能获得欧洲赛事的许可证，球队没有获得2018–19年欧洲联赛小组赛资格。
2019–20赛季，由于未能提交有效的参赛许可文件，球队被降级至葡萄牙足球甲级联赛，随后被进一步降级至第三级别葡萄牙足球錦標聯賽。
2020年9月23日，球队在赛季开始前宣布退出。由于欠其他俱乐部的债务未支付，俱乐部收到了国际足联的转会禁令，他们通过在10月成立新实体阿维什1930体育俱乐部（Clube Desportivo das Aves 1930）来规避了这一禁令。

## 中国球员
2017年9月7日，艾維斯的球會網站公佈，與効力澳門甲組足球聯賽球會澳門發展隊的17歲門將李華士簽下一年合約，在2018年7月生效。艾維斯同時亦簽下另一名15歲澳門球員，在澳門乙組足球聯賽球隊葡人之家效力的麥克杜亞。
此外，2018球季，球會亦有來自中國的年青球員同樂效力。

## 荣誉
- 葡萄牙杯
  - 冠军 (1)：2017–18

## 外部連結
- 官方網站 （页面存档备份，存于）
- 球迷會網站